# جاستن د. إدواردز
جاستن د. إدواردز هو ناقد أدبي كندي، ولد في 1970.